# تپه یون‌آباد
تپه یون آباد مربوط به دوران‌های تاریخی پس از اسلام است و در شهرستان دلیجان، بخش مرکزی، روستای مصلح آباد واقع شده و این اثر در تاریخ ۱۱ دی ۱۳۸۰ با شمارهٔ ثبت ۴۶۱۹ به‌عنوان یکی از آثار ملی ایران به ثبت رسیده است.